# Thysanostoma thysanura
Thysanostoma thysanura är en manetart som beskrevs av Ernst Haeckel 1880. Thysanostoma thysanura ingår i släktet Thysanostoma och familjen Mastigiidae. Inga underarter finns listade i Catalogue of Life.